# Жоао Віктор Сантос Са
Жоао Віктор Сантос Са (порт. João Victor Santos Sá, нар. 17 березня 1994, Сан-Жозе-дус-Кампус) — бразильський футболіст, нападник клубу «Краснодар».

## Ігрова кар'єра
Народився 17 березня 1994 року в місті Сан-Жозе-дус-Кампус. Вихованець футбольної школи клубу «Палмейрас». У дорослому футболі дебютував 2014 року виступами за «Сан-Жозе», в якій провів один сезон, взявши участь у 31 матчах третього дивізіону чемпіонату штату Сан-Паулу.
Влітку 2015 року став гравцем клубу другого австрійського дивізіону «Капфенберг». Відіграв за команду з Капфенберга наступні два сезони своєї ігрової кар'єри. Більшість часу, проведеного у складі «Капфенберга», був основним гравцем атакувальної ланки команди і одним з головних бомбардирів команди, маючи середню результативність на рівні 0,36 голу за гру першості.
18 липня 2017 року Жоао Віктора відсторонили від футболу на два роки через допінг. Під час перевірки аналізів 5 травня 2017 року в організмі Жоао була виявлена заборонена речовина Isometheptene. Пізніше заборону було скорочено до шести місяців, яка закінчилась 26 листопада 2017 року. Незважаючи на заборону виступати, у липні 2017 року бразилець самовільно підписав контракт з клубом вищого австрійського дивізіону ЛАСКом (Лінц), незважаючи на те, що цгода з «Капфенбергом» ще діяла, і після закінчення строку заборони грати дебютував за нову команду у листопаді 2017 року. Граючи у складі ЛАСКа також здебільшого виходив на поле в основному складі команди. В новому клубі був серед найкращих голеодорів, відзначаючись забитим голом в середньому щонайменше у кожній третій грі чемпіонату.
Після того, як 2019 року головний тренер ЛАСКа Олівер Гласнер був призначений головним тренером «Вольфсбурга», він взяв Віктора з собою в німецький клуб. Віктор підписав 4-річний контракт з «вовками» 10 травня 2019 року. Станом на 29 жовтня 2019 року відіграв за «вовків» 8 матчів в національному чемпіонаті.

## Статистика виступів

### Статистика клубних виступів
| Сезон                  | Команда                | Чемпіонат              | Чемпіонат | Чемпіонат | Національний кубок | Національний кубок | Національний кубок | Континентальні кубки | Континентальні кубки | Континентальні кубки | Інші змагання | Інші змагання | Інші змагання | Усього | Усього | Усього |
| Сезон                  | Команда                | Ліга                   | Ігор      | Голів     | Ліга               | Ігор               | Голів              | Ліга                 | Ігор                 | Голів                | Ліга          | Ігор          | Голів         | Ігор   | Голів  |        |
| ---------------------- | ---------------------- | ---------------------- | --------- | --------- | ------------------ | ------------------ | ------------------ | -------------------- | -------------------- | -------------------- | ------------- | ------------- | ------------- | ------ | ------ | ------ |
| 2014                   | «Сан-Жозе»             | ЛП АЗ                  | 17        | 3         | КБ                 | 0                  | 0                  |                      | -                    | -                    |               | -             | -             | 17     | 3      |        |
| 2015                   | «Сан-Жозе»             | ЛП АЗ                  | 14        | 3         | КБ                 | 0                  | 0                  |                      | -                    | -                    |               | -             | -             | 14     | 3      |        |
| Усього за «Сан-Жозе»   | Усього за «Сан-Жозе»   | Усього за «Сан-Жозе»   | 31        | 6         |                    | -                  | -                  |                      | -                    | -                    |               | -             | -             | 31     | 6      |        |
| 2015–16                | «Капфенберг»           | ЕЛ (ІІ)                | 29        | 9         | КА                 | 1                  | 0                  |                      | -                    | -                    |               | -             | -             | 30     | 9      |        |
| 2016–17                | «Капфенберг»           | ЕЛ (ІІ)                | 35        | 14        | КА                 | 4                  | 6                  |                      | -                    | -                    |               | -             | -             | 39     | 20     |        |
| Усього за «Капфенберг» | Усього за «Капфенберг» | Усього за «Капфенберг» | 64        | 23        |                    | 5                  | 6                  |                      | -                    | -                    |               | -             | -             | 69     | 29     |        |
| 2017–18                | ЛАСК (Лінц)            | БЛ                     | 20        | 7         | КА                 | 0                  | 0                  |                      | -                    | -                    |               | -             | -             | 20     | 7      |        |
| 2018–19                | ЛАСК (Лінц)            | БЛ                     | 3         | 0         | КА                 | 1                  | 1                  | ЛЄ                   | 2                    | 1                    |               | -             | -             | 6      | 2      |        |
| Усього за кар'єру      | Усього за кар'єру      | Усього за кар'єру      | 118       | 36        |                    | 6                  | 7                  |                      | 2                    | 1                    |               | -             | -             | 126    | 44     |        |

## Титули і досягнення
- Володар Суперкубка ОАЕ (1):

«Аль-Джазіра»: 2021
- Чемпіон Росії (1):

«Краснодар»: 2024-25